# Melquíades Mansur Elias
Melquíades Mansur Elias, ou simplesmente Seu Chida (Palhoça, 20 de junho de 1919 — , ) foi um político brasileiro.
Filho dos imigrantes sírios Mansur Elias e Maria Salum. Ligado ao antigo Partido Social Democrático (PSD), assumiu o cargo de prefeito da cidade de Santo Amaro da Imperatriz em 12 de janeiro de 1972, e aí permanecendo por dez anos e quatro meses.
Durante a sua gestão ocorreram alguns fatos importantes para a cidade, como a criação da comarca, a retomada das fontes de Caldas da Imperatriz pelo governo do Estado, e a implantação de agências do Banco do Brasil, Caixa Econômica Federal e BESC.
Além disso, dotou a prefeitura de maquinários e equipamentos necessários para a abertura, pavimentação e conservação das estradas do município e coleta de lixo. Na área cultural, criou a Biblioteca Pública Municipal, com sede própria, e tombou o acervo de esculturas do intelectual Braz Campos Araújo, além de ter construído e instalado várias escolas, como as do Pagará, Calemba, Bom Jesus, Estrada Velha, Sertão, Sul do Rio de Baixo, Taquaras e Vargem do Braço.
Durante todo esse tempo afastou-se durante alguns meses para fazer uma cirurgia, ficando a administração do município com o presidente da Câmara, Cláudio Trierweiller.
Entregou a prefeitura a seu sucessor em 14 de abril de 1982.